# 辫子

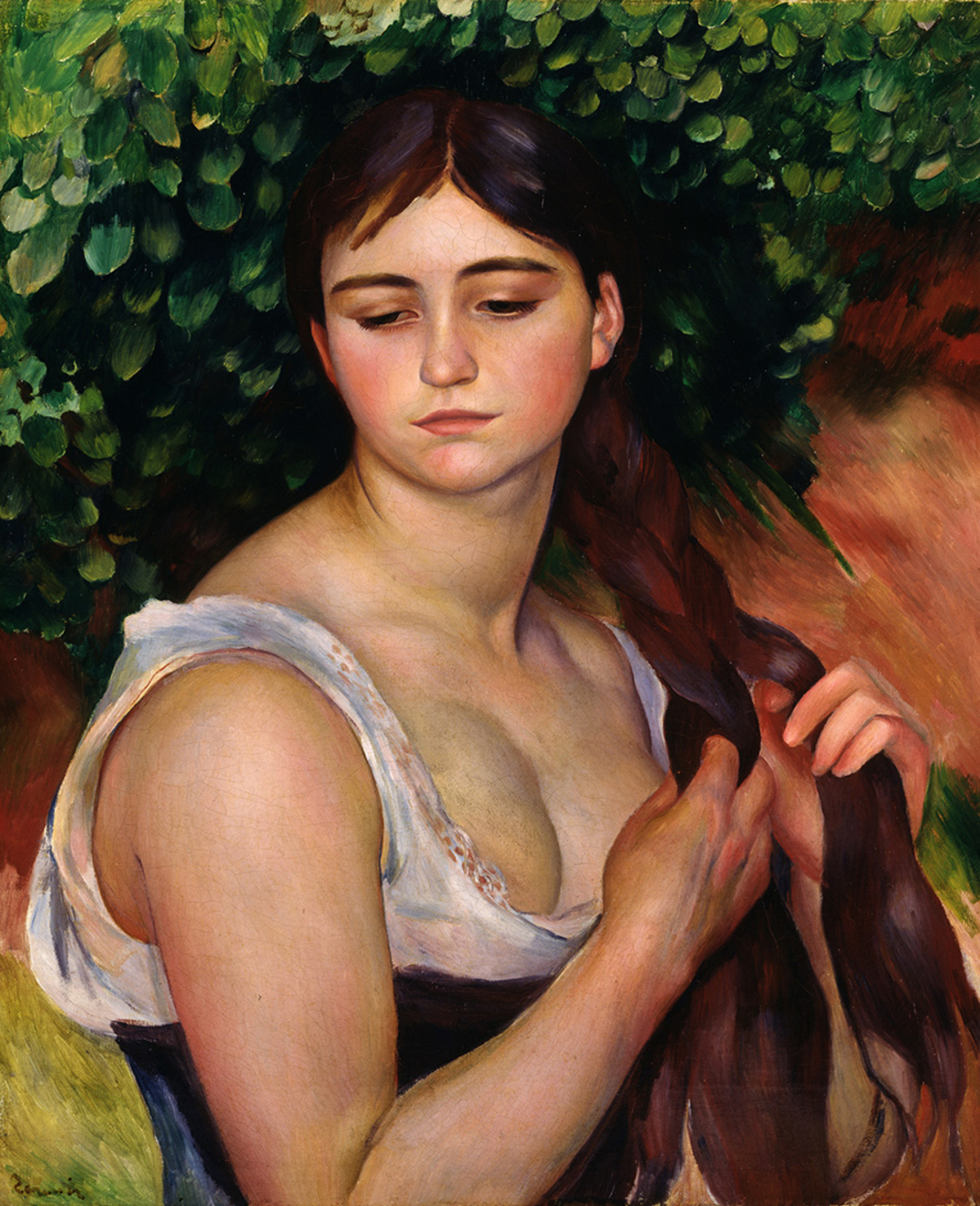
正在编辫子的女性

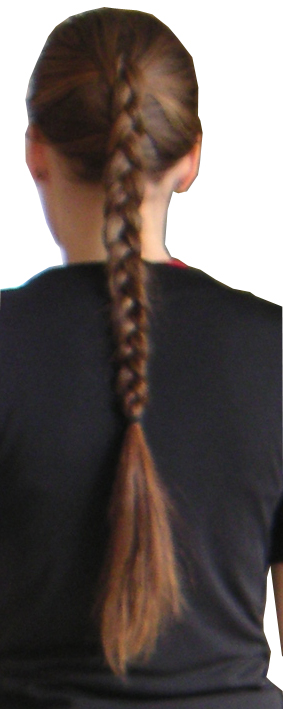
辫子

辫子是将成束的头发编织而成的发型。常见的方法是将三束头发如下图一样编起来。在编织时，先将三束头发并排放平，然后将左边一束和中间一束交叉，之后将右边一束和中间的一束交叉，如此反复。
清朝时男性的头发就是这样编成的。清初的是金錢鼠尾，現在清裝劇中的辮子是清末才出现。参见剃发易服。

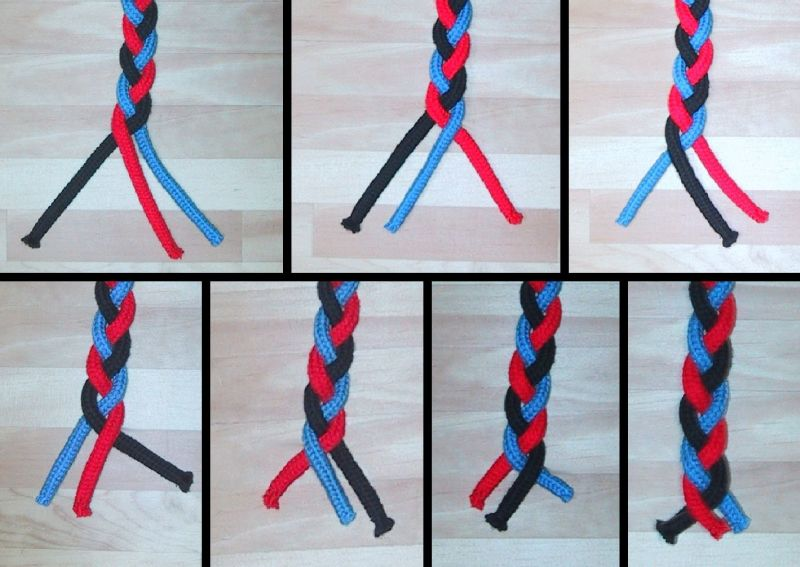
辫子的编法